# NGC 4780
NGC 4780 (również PGC 43870) – galaktyka spiralna z poprzeczką (SBc), znajdująca się w gwiazdozbiorze Panny. Odkrył ją Wilhelm Tempel w 1880 roku.